# Sestav treh tetraedrov
Sestav treh tetraedrov je v geometriji sestav treh tetraedrov, ki nastanejo tudi, če se tetraedre zavrti vzdolž osi, ki potekajo skozi središča robov za 60°. Telo ima diedrsko simetrijo D3.
Je podoben sestavu dveh tetraedrov, ki se jih zavrti za 60°. Ima enako razvrstitev oglišč kot konveksna šeststrana antiprizma.